# Палацоло Акрейде
Палацо̀ло Акрѐйде (на италиански: Palazzolo Acreide, на сицилиански Palazzolu, Палацолу) е град и община в южна Италия, провинция Сиракуза, автономен регион Сицилия. Разположен е на 670 m надморска височина. Населението на града е 9086 души (към 2009 г.).